# Porter Goss
Porter Johnston Goss (Waterbury, 26 novembre 1938) è un politico e agente segreto statunitense, direttore della CIA dal 2004 al 2006 e in precedenza membro della Camera dei Rappresentanti per lo stato della Florida dal 1989 al 2004.

## Biografia
Nato nel Connecticut, Goss frequentò l'Università di Yale e nel frattempo nel 1960 venne assunto come agente segreto dalla CIA, per la quale lavorò fino al 1971.
Congedatosi da questo impiego, Goss si trasferì a Sanibel in Florida, dove si dedicò alla politica con il Partito Repubblicano. Dopo essere stato sindaco della città, nel 1988 Goss si candidò alla Camera dei Rappresentanti per il seggio lasciato vacante da Connie Mack III. Sconfitto nelle primarie l'ex deputato Louis A. Bafalis, Goss approdò al Congresso e vi rimase per i successivi quindici anni.
Nel 2004, quando il direttore della CIA George Tenet rassegnò le dimissioni, George W. Bush decise di nominare Goss al suo posto. Questi lasciò il suo seggio alla Camera e accettò l'incarico, tornando dopo molti anni nell'ambiente dei servizi d'intelligence. Goss si dimise dall'incarico due anni dopo, ritirandosi a vita privata.